# Mexistenasellus parzefalli
Mexistenasellus parzefalli је животињска врста класе Crustacea која припада реду Isopoda и фамилији Stenasellidae. 

## Угроженост
Ова врста се сматра рањивом у погледу угрожености врсте од изумирања.

## Распрострањење
Мексико је једино познато природно станиште врсте.

## Станиште
Станиште врсте су слатководна подручја.